# Mines de Wabush
Les mines de Wabush rassemblent une vaste exploitation de minerai de fer située à Wabush, dans l'Ouest du Labrador dans la province de Terre-Neuve-et-Labrador.

## Situation
Les mines de Wabush se trouvent au centre de la péninsule du Québec-Labrador, à environ 10 km de la frontière entre le Québec et Terre-Neuve-et-Labrador. Wabush a été construite sur la rive orientale du lac Jean, bordée à l'est et au sud par le lac Wahnahnish qui s'étire du nord au sud. Le lac Wahnahnish s'écoule dans le lac Jean qui s'écoule dans le Petit lac Wabush au nord. La ville de Labrador-City, de plus grande taille, se trouve juste au nord de l'autre côté du Petit lac Wabush. Les deux villes se font collectivement appeler Labrador-Ouest (anglais : West Labrador). L'aéroport de Wabush et les zones commerciales se situent au nord de Wabush, à l'est du Petit lac Wabush et au sud du lac Wabush. La municipalité de Wabush comprend une bande du nord incluant la ville, l'aéroport et les zones commerciales, ainsi qu'une bande comprise entre les lacs Jean au nord et Riordan au sud, et les lacs Long à l'ouest et Wahnahnish à l'est. La municipalité est bordée à l'ouest à l'est par les exploitations des mines de Wabush.
Les fosses minières, collectivement nommées mine Scully, sont situées à l'ouest du lac Jean à environ trois kilomètres de la ville de Wabush et au sud de la ville de Labrador City, et sont accessibles par le chemin d'accès de l'usine desservi par la route 503. La zone de gestion des résidus du lac Flora est située à l’est de la ville de Wabush, reliée à la zone des fosses minières par une route rectiligne est-ouest qui coupe perpendiculairement la route 503 au nord de Wabush et au sud de l'aéroport.

## Géologie
La fosse du Labrador qui s'étend sur 1 500 km à travers le Québec et le Labrador pour 100 km de large est l'une des principales régions productrices de minerai de fer au monde.
Les gisements du Labrador se rencontrent dans une zone de relief appalachien typique, toute en échines parallèles, au sommet aplani, entre lesquelles s'insinuent des dépressions généralement occupées par des lacs allongés. 
L'extraction est réalisée à ciel ouvert, chaque mine se présente comme une grande excavation allongée, aux versants taillés en larges gradins.

## Site des mines de Wabush

### Installations minières
Les mines de Wabush comprennent des fosses minières à ciel ouvert, un concentrateur et des installations de traitement, des installations de gestion des stériles ainsi qu'une ligne de chemin de fer avec une boucle (chemin de fer du lac Wabush) relié au chemin de fer de la Côte-Nord et du Labrador (anglais : Quebec North Shore and Labrador ou QNS&L).
Jusqu'au moment de la fermeture en 2014, le site avait une capacité de production annuelle de 5,6 millions de tonnes de concentré de fer, qui était expédié par le chemin de fer QNS&L aux installations de Wabush Mines Limited (filiale de Cliffs Natural Resources Inc.) à Pointe Noire, au Québec, puis expédié en Amérique du Nord et en Europe.
Environ 500 personnes étaient employées avant 2014 à ses opérations d'extraction et de traitement dans l'ouest du Labrador.
Au total, cinq fosses minières à ciel ouvert (fosse sud, fosse est orientale, fosse est occidentale, fosse ouest et extension de la fosse ouest) ont été exploitées sur une période d'environ 50 ans à des profondeurs nominales d'environ 75 mètres sous la surface d'origine.
Les décharges de stériles sont situées à plusieurs endroits autour du périmètre des fosses minières, au nord (4 dépôts) et au sud (2 dépôts).

### Chemin de fer du lac Wabush

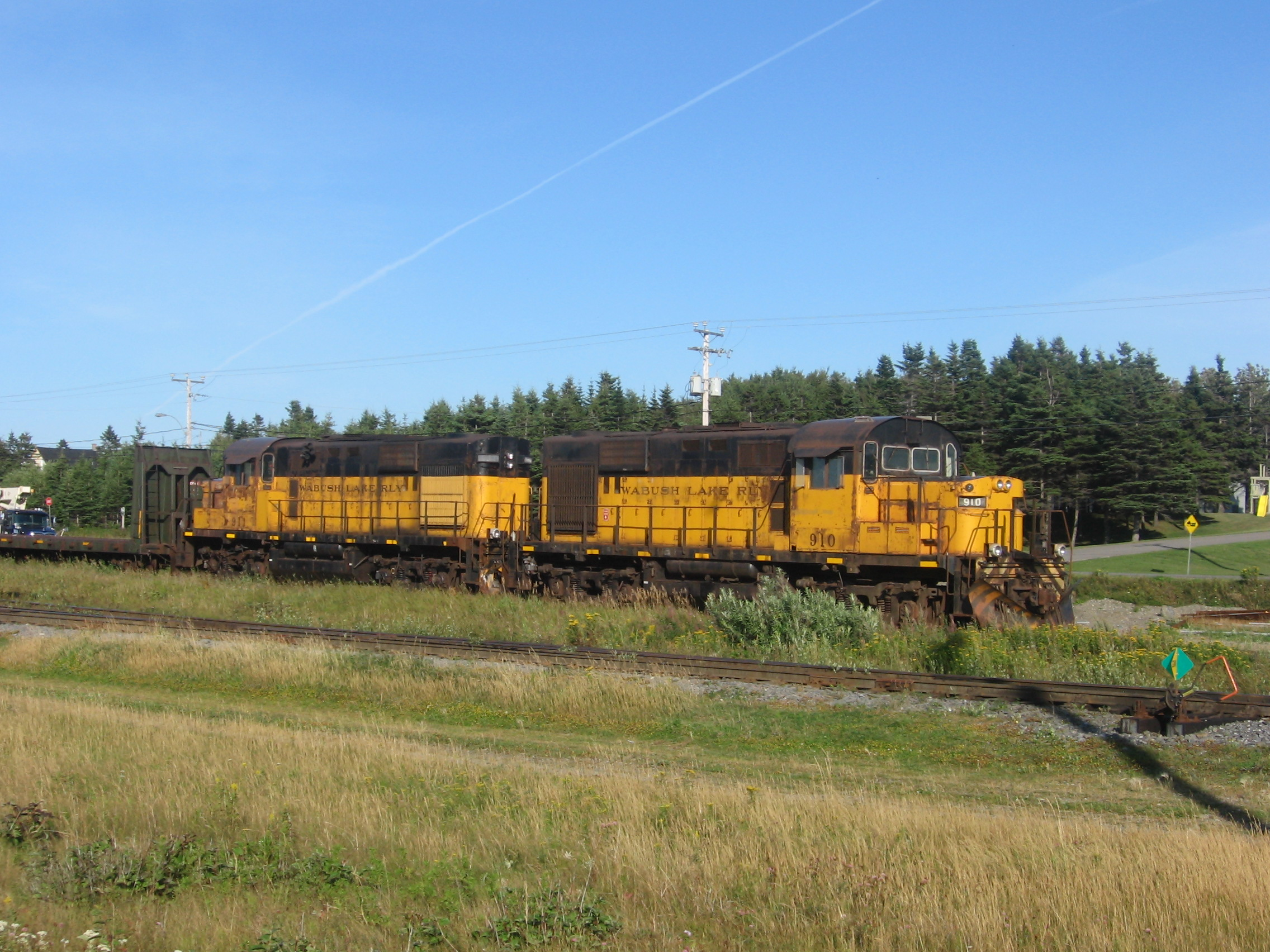
Deux locomotives MLW RS-18s tirent un train de fret en 2013 sur le chemin de fer du lac Wabush

Le chemin de fer du lac Wabush (anglais : Wabush Lake Railway) (WLRS, anciennement WABL et NLCL) est une courte ligne de chemin de fer régional canadien d'une longueur de 10 kilomètres. Ce chemin de fer, avec les chemins de fer QNS&L, Arnaud, du lac Bloom et du Transport ferroviaire Tshiuetin, forme un réseau ferroviaire isolé, étant donné qu'il n'échange pas d'autres lignes ferroviaires sur le réseau nord-américain.
En 1958, la Compagnie Iron Ore du Canada annonça le lancement du projet Carol (anglais : Carol Project) sur les terres visées au bail minier détenu par la Labrador Iron Ore Royalty Corporation.  La Compagnie Iron Ore du Canada entreprit le développement d'une ville destinée à loger les employés en 1959. À la constitution de la ville de Labrador City en 1961, la Compagnie Iron Ore du Canada transféra le terrain désigné à la ville. En 1962, la Compagnie Iron Ore du Canada ouvrit la mine de fer Smallwood au lac Carol.
Afin de desservir les mines du projet Carol, la construction d'un chemin de fer entre le QNS&L au niveau de la jonction Ross Bay (anglais : Ross Bay Junction) et Wabush débuta en 1960, initialement appelé Northern Lands Company Railway (NLC). Le projet Carol fut complété en 1962.
En 1963, Wabush Mines Limited construisit le chemin de fer de Wabush. Par accord avec la Compagnie Iron Ore du Canada, le minerai des mines de Wabush (mine Scully) ouvertes en 1965 était transporté par le QNS&L au port de Sept-Îles.
Le chemin de fer du lac Wabush comprend environ 10 km de ligne de chemin de fer reliée au réseau ferroviaire QNS&L, dont 1,9 km est commune à la ligne de chemin de fer du lac Bloom qui longe les fosses minières au nord en direction de la mine du lac Bloom située à 30 kilomètres à l'ouest au Québec. La ligne de chemin de fer de 8,1 km est composée de 3,2 km de ligne de raccordement aux bâtiments de traitement du minerai et de 4,9 km de boucle autour du lac Knoll (anglais : Knoll Lake). Le déclassement et la remise en état des voies ferrées des mines de Wabush prévus à la suite de la fermeture de la mine Scully en 2014 devaient comprendre l'enlèvement de toutes les voies ferrées et des traverses.
Le chemin de fer du lac Wabush appartenait à la société Wabush Lake Railway Company, Limited, filiale de Cliffs Natural Resources Inc.. Le minerai était transporté de la mine Scully au raccordement ferroviaire du QNS&L à Wabush. Le QNS&L assurait le transport du minerai entre Wabush et la jonction Arnaud (anglais : Arnaud Junction) au nord-est de Sept-Îles à l'aide de locomotives Wabush louées à la Compagnie de chemin de fer Arnaud et à QNS&L. À la jonction Arnaud, le minerai était transféré à la société sœur du chemin de fer de Wabush Lake, Cie de Chemin de Fer Arnaud / Arnaud Railway Company, filiale de Cliffs Natural Resources Inc. créée en 1959 pour le dernier voyage aux installations de chargement de navires à Pointe-Noire, au Québec.
L'Office des Transports du Canada, par l'arrêté n° 2016-R-195 daté du 21 novembre 2016, a annulé les certificats d'aptitude de la Compagnie de chemin de fer Arnaud (CCFA) et de Wabush Lake Railway Company, Limited (WLRCL) après que les sociétés aient cessé leurs activités.

### Hydrologie du site

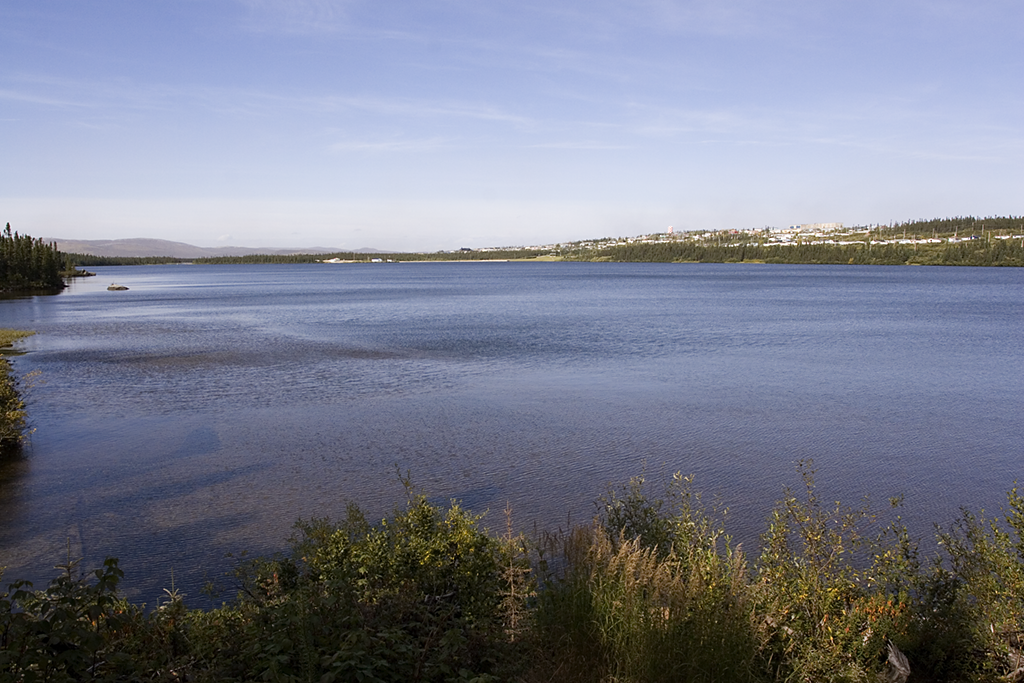
Lac Wahnahnish au sud de Wabush

Le site des mines de Wabush est bordé par un ensemble de lacs comprenant les lacs Jean, Knoll, Flora, Wahnahnish, Harrie, Vern, Long (Duley) ainsi que le Petit lac Wabush.   
Le Petit lac Wabush est relié en aval au lac Wabush lui-même relié au lac Shabogamo dont la rivière Shabogamo est l'émissaire.
La rivière Shabogamo est un affluent de la rivière Ashuanipi appartenant au réseau hydrographique du fleuve Churchill qui rejoint le lac Melville et l'océan Atlantique.
Les fosses minières sont ceinturées à l'ouest, au nord et à l'est par un réseau de lacs alimentés par la rivière Walsh venue du nord-ouest et se jetant dans le lac Long (545 mètres d'altitude), qui s'écoule dans le lac Canning (535 mètres d'altitude) au nord, puis le lac Harrie (530 mètres d'altitude) et le Petit lac Wabush (527 mètres d'altitude) relié au lac Wabush à l'est.
La forte conductivité hydraulique des sols amène des infiltrations d'eau des lacs Long et Wabush au fond des fosses minières, nécessitant des pompages réguliers et limitant le potentiel minier. Les fosses minières étaient inondées en 2018 après 4 années d'inactivité.
A l'est de Wabush, les résidus miniers déposés dans le lac Flora, en partie végétalisés, ont coupé le plan d'eau en deux parties, lac Flora nord et lac Flora sud, désormais reliées par un ruisseau sur la rive orientale qui permet l'écoulement de la partie sud dans la partie nord. La société Cliffs a déversé jusque 13 millions de tonnes de résidus chaque année dans le lac Flora et les ruisseaux tributaires.
Le drainage minier acide a pollué les eaux qui ont pris une coloration marron, pollution entraînant une forte mortalité de la faune et de la flore. La Compagnie Iron Ore du Canada, qui exploite les mines du lac Carol, effectue des dépôts similaires dans le lac Wabush, moins affecté car plus vaste et plus profond, dont les eaux sont régulièrement renouvelées par une hydrologie active.

## Réserves et production
En 1961, le gisement repéré à Wabush et prospecté par Wabush Iron Co. Limited est estimé à 1 milliard de tonnes avec une teneur de 27 %. La production annuelle prévue en 1965 lors de la mise en exploitation de la mine Scully est de 4 à 5 millions de tonnes de minerai bonifié à 65 %.
En 1967, la production fut d'environ 5 millions de tonnes, le minerai étant acheminé par le QNS&L appartenant à la Compagnie Iron Ore du Canada puis par le chemin de fer Arnaud de Wabush Mines Limited jusqu'au port de Pointe-Noire où l'usine de pelletisation transforme les concentrés en grenailles d'une teneur de 64,2 %.
En 1970, les mines canadiennes ont fourni 100 millions de tonnes de minerai d'une teneur moyenne de 35,5 % en fer. Il s'agit pour les trois quarts d'hématite dont la plus riche (54 % Fe) provient des gisements de Schefferville et d'Atikokan et la plus pauvre (31 %) de celui de Wabush. La production de minerai de fer est très concentrée. Le Labrador fournit 46 %, le Québec 27 % et l'Ontario 21 %. La production des mines de Wabush est de 5,4 millions de tonnes, à destination des aciéries de Steel Company of Canada à Hamilton, des États-Unis et de l'Europe.
Le complexe de la Wabush Mines est similaire à celui de la Compagnie Iron Ore du Canada à Labrador-City mais de taille plus modeste, comprenant un concentrateur de 6 millions de tonnes à Wabush, près du gisement d'un milliard de tonnes de minerai de fer (36-38 %), et une installation de bouletage de même capacité à Pointe-Noire. En 1970, le concentrateur a reçu 17 millions de tonnes de minerai à 31 % Fe et l'usine de Pointe-Noire a expédié 5,5 millions de tonnes de boulettes. Ce complexe a coûté plus de 300 millions $.
Les réserves de la mine Scully en termes de produit final (pellets) furent originellement estimées à 204 millions de tonnes en 1965. Les estimations ont varié au cours du temps, révisées à la hausse à 341 millions de tonnes en 1986, puis progressivement à la baisse au fil des ans avec la production réalisée pour s'établir à 244 millions de tonnes en 2001. À la fin de 2001, l'augmentation des coûts d'exploitation, sans les augmentations correspondantes du prix du minerai de fer, avait rendu l'état des réserves invalides au regard de la situation économique, de même que la durée de vie prévue de la mine d'environ 40 ans. La profondeur d'extraction ultime dans la fosse ouest, contenant la majeure partie du minerai à faible teneur en manganèse, a dû être limitée en raison de l'afflux d'eau du lac Long. Ceci fut significatif au-delà du tonnage perdu dans la fosse ouest, car la perte limitait davantage les possibilités de mélange pour les réserves globales et la possibilité de mélanger du minerai à haute teneur en manganèse. Les réserves furent abaissées à 86 millions de tonnes en 2002 puis 61 millions de tonnes en 2003. La production de la mine en 2004 était de 11,4 millions de tonnes de minerai de fer et de 5,8 millions de tonnes de déchets et de morts-terrains.
En 2012, lors de la dernière année de pleine exploitation par Cliffs Natural Resources Inc., la mine avait une capacité annuelle de production de 5,6 millions de tonnes. La production à Wabush a diminué pour s'établir à 3,1 millions de tonnes métriques de boulettes de minerai de fer, contre 3,4 millions de tonnes métriques l'année précédente en raison de la réduction du débit causée par des difficultés liées à la caractérisation du minerai et à l'exploitation.
Au cours des cinq années précédentes, la mine Wabush avait produit entre 2,7 et 4,2 millions de tonnes de boulettes de minerai de fer par an. Les réserves prouvées s'élevaient à 186,2 millions de tonnes à 35,1 % Fe, avec un produit récupérable de 32 % soit 66,1 millions de tonnes de produit final.

## Histoire

### Découverte des gisements
La plus ancienne reconnaissance géologique de l'extension sud de la fosse du Labrador, dans la province tectonique de Grenville, par des prospecteurs qui s'y sont rendus en 1914 à la recherche d'or. Plusieurs parties se sont rendues dans la région entre 1914 et 1933, mais ce n'est qu'en 1937 que la première carte géologique et rapport fut publiée par James E. Gill qui reconnut pour la première fois la formation de fer métamorphosée dans les environs du lac Wabush en 1933.
En 1936, un groupe d'hommes d'affaires de la finance et de l'industrie minière de Montréal et New-York, sous le nom de Weaver Minerals Limited, approcha le gouvernement de Terre-Neuve pour mener des études géologiques et développer une concession d'approximativement 20 000 milles carrés (51 800 km²) dans l'ouest du Labrador à proximité des sources des rivières Hamilton (renommée fleuve Churchill en 1965) et Naskaupi.
Weaver Minerals Limited fut absorbée le 31 mars 1937 par la Labrador Mining and Exploration Company Limited, qui se vit octroyer des droits d'exploration et d'exploitation étendus dans l'ouest du Labrador, à la condition de mener des études géologiques, et fournir les informations au gouvernement qui en deviendrait propriétaire. L'agrément fut acté le 7 novembre 1938 puis révisé le 22 octobre 1944.
Une mission d'exploration, dirigée par Joseph Arlington Retty se rendit sur les lieux. 
Les efforts ont principalement porté sur l'évaluation et la mise en valeur des gisements de fer (et de manganèse) des fosses du centre et du sud du Labrador. Des gisements de métaux de base ont également été découverts mais ne se sont toutefois pas avérés avoir une valeur commerciale.
Dès le début des années 1950, les procédés sidérurgiques permettent de rentabiliser l'extraction de ce type de minerai de fer.
En 1951, lors de l'examen d'une carte de la région dressée par la Compagnie Iron Ore du Canada, le sous-ministre aux Mines, Claude Howse, note l'existence de gisements et en informe le Premier ministre de Terre-Neuve, Joey Smallwood.
La même année, une bande de terres riches en minerai de fer autour du lac Wabush était sur le point de revenir à la Newfoundland and Labrador Corporation (NALCO), une société de développement créée par le gouvernement provincial et Alfred Valdmanis. La zone appartenait à l'origine à la Labrador Mining and Exploration Company Limited, qui l'a abandonnée en vertu d'un accord stipulant que 10% des concessions de la société devaient être abandonnées chaque année.
En 1953, John C. Doyle, un homme d'affaires américano-irlandais basé à New-York acquit les droits miniers pour la somme de 250 000 $.
En juillet 1953, NALCO accorda des concessions à Doyle et Canadian Javelin Limited, qui incluaient les droits sur une grande zone de l'ouest du Labrador contenant des gisements riches en minerai de fer.
Canadian Javelin Limited créa la filiale Wabush Mines Limited en 1953, basée à Sept-Îles, afin d'exploiter une mine.
L'exploration fut réalisée en 1953 et 1954, révélant du minerai à haute teneur en fer.
En 1955, la chambre d'assemblée de Terre-Neuve promulgua la Loi de 1955 sur les chemins de fer du lac Wabush (Wabush Lake Railway Act) permettant à l'entreprise de Doyle de construire et exploiter une ligne de chemin de fer reliée au QNS&L de la Compagnie Iron Ore du Canada.
Doyle vendit ensuite les droits sur les gisements, estimés à 1,5 milliard de tonnes, à dix grandes entreprises sidérurgiques internationales. Les droits de Canadian Javelin Limited ont été modifiés par la suite en une sous-concession de 2 300 milles carrés (5 960 km²) dans la région du lac Wabush au Labrador, immédiatement au sud et adjacente à la concession de la Compagnie Iron Ore du Canada alors présente au Labrador dans les mines de Schefferville.

### Exploitation des mines de Wabush
Le développement des mines de Wabush commença en 1957. Cette année, Pickands Mather & Company, l'un des principaux fournisseurs de matières premières pour l'industrie sidérurgique et l'une des quatre plus grandes compagnies de minerai aux États-Unis, fonda Wabush Iron Co. Limited. À l'origine, il était prévu que Wabush Iron Co. Limited entreprenne la mise en valeur des gisements de Wabush. Les premiers participants au projet étaient : Youngstown Sheet and Tube Company, Steel Company of Canada, Interlake Iron Corporation, Pickands Mather & Company. Par la suite, ces entreprises ont été rejointes par : Inland Steel Company, Pittsburgh Steel Company, Dominion Foundries and Steel Limited, Mannesmann AG, Hoesch AG et Finsider (Societa Finanziaria Siderurgica). 
Le plan initial a été modifié et le projet Wabush dû être exploité en tant que coentreprise non constituée en société. Les coentrepreneurs furent : Wabush Iron Co. Limited (63,1 %), Steel Company of Canada (23,5 %), Dominion Foundries and Steel Limited (9,4 %), Mannesmann Canadian Ores Limited (2 %), Hoesch Iron Ores Limited (2 %). Les actionnaires de Wabush Iron Co. Limited furent : Youngstown Sheet and Tube Company, Inland Steel Company, Pittsburgh Steel Company, Interlake Iron Corporation, Pickands Mather & Company et Finsider.
En 1962, Canadian Javelin Limited transféra ses concessions minières au groupement qui tablait sur une production annuelle de concentré de 4 à 6 millions de tonnes en 1964.
La construction de la centrale de Twin Falls de 1960 à 1963 fut l'un des projets pionniers du Labrador central, après les débuts de l'exploitation des mines de Schefferville en 1947, la construction du QNS&L avec la centrale Menihek entre 1951 et 1954 et le lancement du projet Carol en 1958.
La British Newfoundland Development Corporation (Brinco), formée en 1952 par un groupe d'investisseurs afin d'exploiter les ressources naturelles du Labrador, acquit les droits de mise en valeur de l'électricité sur la rivière Inconnue affluent de la rivière Hamilton.
En partenariat avec Wabush Mines Limited et la Compagnie Iron Ore du Canada, les deux sociétés minières opérant dans l'ouest du Labrador, Brinco créa la Twin Falls Power Corporation pour fournir de l'énergie à 185 km à l'ouest aux deux exploitations minières en cours de développement à Labrador City et Wabush.
Cette installation, d'une capacité de 225 MW, a fourni l'énergie nécessaire aux industries de l'extraction du fer dans l'ouest du Labrador avec deux lignes électriques de 69 kV tirées d'ouest en est à travers le centre du Labrador, de la centrale de Twin Falls jusqu'au poste électrique de Wabush. La centrale de Twin Falls fut fermée en 1974 lors de la mise en service de la centrale de Churchill Falls.
En 1963, Wabush Mines Limited construisit le chemin de fer de Wabush (anglais : Wabush Railway), un court chemin de fer afin de relier les chantiers des mines de Wabush au chemin de fer QNS&L. Par accord avec la Compagnie Iron Ore du Canada, le QNS&L transportait le minerai des mines de Wabush au port de Sept-Îles.
La compagnie avait l'intention en 1964 de construire une usine destinée à fabriquer des boulettes à haute teneur en fer, pour un rendement de l'ordre de 6 millions de tonnes de concentrés à partir de fer spéculaire d'une teneur moyenne de 36 % en fer. Les concentrés seraient ensuite transportés par rail jusqu'à Pointe-Noire. Après avoir été presque totalement aggloméré en boulettes, le minerai serait chargé à bord des navires au nouveau quai de Pointe-Noire, sur la rive ouest de la baie de Sept-Îles. 
Wabush Mines Limited ouvrit la mine Scully à Wabush le 22 juin 1965. Le minerai, extrait au rythme de 13 millions de tonnes par an, est concentré sur place, transporté par voie ferrée vers le port de Sept-Îles, sur l'estuaire du Saint-Laurent, et, de là, expédié vers le Canada, les États-Unis et l'Europe. Ce nouveau centre industriel, que l'on a commencé à édifier en 1957, a coûté 300 millions $. Les réserves sont alors estimées à 1 milliard de tonnes.
Wabush fut une localité planifiée aménagée à l'origine par Wabush Mines Limited pour loger ses employés.
La plupart des habitants vivaient au départ aux portes de la mine, sur le camp minier qui pouvoyait la plupart des familles, incluant un petit hôpital. Wabush fut incorporée en 1967. Wabush comptait 2 300 habitants à l'ouverture de la mine Scully.
Au milieu des années 1960, le Labrador devint l'une des plus grandes et des plus importantes régions productrices de minerai de fer au monde, avec les mines de Schefferville et les mines du lac Carol à Labrador City exploitées par la Compagnie Iron Ore du Canada, et les mines de Wabush.
En 1985, Wabush Mines Limited est la propriété des sociétés canadiennes Stelco (25,6 %), Dofasco (16,4 %), des sociétés américaines LTV Steel (15,6 %), Inland Steel (10,2 %), Interlake (10,2 %) et Wheeling-Pittsburgh Steel (10,2 %), de Hoesch et Mannesmann (7,6 % chacune), de Finsider International d'Italie (6,6 %), et de Pickands Mather (5,2 %) agissant comme gérante du consortium et qui fut acquise par Cleveland-Cliffs Iron Company, Inc. (en) en 1986.
La société songea à construire pour 1988 une usine d'extraction du manganèse de son minerai de fer à ses installation de Pointe-Noire pour un investissement de 175 millions $ et la création de 70 à 75 emplois avec une production annuelle de 100 000 tonnes de manganèse pur à près de 80 %, en complément de son usine de bouletage d'une capacité annuelle de 6 millions de tonnes.
En novembre 2001, LTV Steel se plaça en faillite avec cessation de ses activités et vente de ses actifs en novembre 2001. Les actifs de production d'acier de LTV Steel furent repris par une nouvelle société, International Steel Group (ISG), acquise par Mittal Steel en 2005 qui fusionna avec Arcelor pour former ArcelorMittal.
En 2005, Wabush Mines Limited est une coentreprise non constituée en société qui regroupe Stelco Inc. (44,6 %), Dofasco Inc. (28,6 %) et Cleveland-Cliffs Inc. (26,8 %). Wabush Mines Limited est gérée pour le compte des partenaires par Cliffs Mining Co., une filiale de Cleveland-Cliffs Inc..
À la fin de l'année 2005, Dofasco fut l'objet d'une OPA où Arcelor et ThyssenKrupp AG s'affrontent. Fin janvier 2006, Arcelor acquiert Dofasco pour 4 milliards d'euros. L'entreprise s'appelle depuis ArcelorMittal Dofasco.
En août 2007, Stelco fut rachetée par U.S. Steel pour 1,1 milliard de dollars.
En septembre 2007, ArcelorMittal annonça exercer l'option ("droit de premier refus") de sa filiale Dofasco sur la coentreprise Wabush Mines Limited. Dofasco, qui détenait déjà 28,6 % de l'entreprise minière, devait acquérir les participations de Stelco (44,6 %) et de Cleveland Cliffs (26,8 %) aux mêmes conditions que celles proposées par Consolidated Thompson le 6 juin 2007. Une bataille juridique s'ensuivit pour l'achat de Wabush Mines Limited, entraînant le report d'investissements majeurs sur la Côte-Nord et au Labrador. 
Le 9 octobre 2009, Consolidated Thompson Iron Mines Ltd proposa d'acquérir 100 % de la coentreprise Wabush Mines Limited pour 120 millions $ auprès de US Steel Canada (filiale de US Steel Corporation) pour 44,6 %, ArcelorMittal pour 28,6 %, et Cliffs Natural Resources pour 26,8 %. US Steel Canada et ArcelorMittal avaient accepté la transaction, sous réserve que Cliffs Natural Resources n'exerce pas son droit de premier refus pour acquérir la participation de ses partenaires dans la coentreprise Wabush Mines Limited aux conditions proposées par Consolidated Thompson Iron Mines. Cliffs Natural Resources exerça son droit de premier refus pour acquérir les 73,4 % de US Steel Canada et ArcelorMittal pour 88 millions $. Le transfert à Cliffs Natural Resources fut effectif le 1er février 2010.
En 2010, Consolidated Thompson Iron Mines Limited ouvrit la mine du lac Bloom (anglais : Bloom Lake), à Fermont au Québec juste à l'ouest de Labrador City, ainsi que le chemin de fer Bloom Lake afin d'acheminer le minerai de fer de la mine à une connexion avec le chemin de fer du lac Wabush. Le chemin de fer du lac Wabush a commencé à jouer le rôle d'intermédiaire en prenant les trains du lac Bloom et en les transportant à la jonction de Wabush (anglais : Wabush Junction) pour que le chemin de fer de la Côte-Nord et du Labrador du Québec les achemine jusqu'au chemin de fer Arnaud pour le quai de chargement de Pointe-Noire. Consolidated Thompson fut racheté par Cliffs Natural Resources en avril 2011. En 2011, Genesee & Wyoming a commencé le contrôle des opérations pour le compte des propriétaires sous le nom de WRLS. La nouvelle opération comprend les chemins de fer Arnaud, du lac Bloom et du lac Wabush.
La mine Scully fut mise en sommeil par Cliffs Natural Resources Inc. à la fin du mois de mars 2014 en raison de la chute des cours du minerai de fer et de l'augmentation des coûts d'exploitation. L'exploitation à ciel ouvert est alors la troisième plus grande mine de fer du Canada. L'arrêt de la production a affecté les 500 travailleurs de la mine de fer ainsi que l'exploitation ferroviaire et portuaire de la société à Pointe-Noire.
Pendant la majeure partie de 2014, le site a été préservé dans un état de repos, tandis que les options stratégiques ont été examinées. Le 12 novembre 2014, le ministère des Ressources naturelles (MRN) a été informé de la décision de fermer officiellement les mines de Wabush.
Cliffs Natural Resources avait mis en veilleuse son usine de bouletage de Sept-Îles en juin 2013, avant même de tirer un trait sur la totalité de ses activités au Québec et au Labrador en décembre 2014. La production de la mine Scully à Wabush y était transformée en boulette de fer depuis 1965, celle de la mine du lac Bloom restait à l'état de concentré.
La Société ferroviaire et portuaire de Pointe-Noire (SFPPN) chercha à donner une seconde vie à l'usine de bouletage en lançant un appel de projets dans l'espoir d'un redémarrage des installations.
Après l'annonce de la fermeture de la mine, Cliffs a annoncé que l'opération entrait en protection conformément au processus de la LACC et a simultanément commencé à commercialiser la mine pour la vente. De l'automne 2014 au début de l'été 2017, la mine a été maintenue comme une installation fermée, tandis que les efforts visant à la commercialiser ont été poursuivis. Pendant ce temps, le personnel de l'installation a poursuivi la surveillance environnementale requise et rapporté à diverses autorités de réglementation provinciales et fédérales. Une certaine quantité de revégétalisation du bassin de résidus et d'autres travaux ont eu lieu, comme spécifié dans le plan de réhabilitation et de fermeture approuvé par la mine.
Le 20 mai 2015, les sociétés Wabush Iron Co. Limited, Wabush Resources Inc., Wabush Mines, Arnaud Railway Company, Wabush Lake Railway Company, Limited ont demandé à la Cour supérieure du Québec, chambre commerciale, et obtenu une ordonnance en application de la Loi sur les arrangements avec les créanciers des compagnies (LACC).

### Relance de l'activité minière
En avril 2015, la société minière Alderon Iron Ore Corp. confirma qu'elle examinait les actifs de Cliffs Natural Resources pour compléter le projet de mine Kamistiatusset (Kami) proposé par la société. Cela comprenait les mines de Wabush fermées, la voie ferrée en direction de Québec et les installations portuaires près de Sept-Îles.
En avril 2016, ERP Compliant Fuels, une société basée en Virginie, a présenté une offre à Cliffs Natural Resources pour la reprise des mines de Wabush, prévoyant une production jusqu'à 6 millions de tonnes métriques pour un nombre d'emplois compris entre 300 et 400 personnes.
En avril 2017, la société américaine Tacora Resources Inc. (Tacora) signa un contrat d'achat d'actifs pour la reprise des mines de Wabush en vertu de la Loi sur les arrangements avec les créanciers des compagnies. Wabush Mines était sous la protection des créanciers depuis son fermeture par Cliffs Resources en 2014. Tacora est une société d'extraction et de développement de minerai de fer spécialisée dans l'acquisition et la revitalisation d'actifs du minerai de fer. Tacora proposa de réactiver la mine Scully et l'usine et de produire environ six millions de tonnes de concentré une fois en pleine exploitation par an.
Tacora a signé un accord de vente à long terme avec Cargill en 2017 aux termes duquel Cargill achètera 100 % du concentré de minerai de fer produit par Tacora jusqu'en 2022. Le concentré de minerai de fer sera vendu comme aliment pour les usines d'agglomération et les installations de pelletisation.
Le gouvernement de Terre-Neuve-et-Labrador déclara que Cliffs assumait toujours la responsabilité et le risque financier liés à la restauration de l'environnement et qu'il en serait tenu responsable même après la vente de la mine.
Le 19 juillet 2017, Tacora annonça la clôture de l'acquisition des actifs associés à la mine Scully, située à Wabush, au Labrador, par le biais du processus de la Loi sur les arrangements avec les créanciers des compagnies (LACC).
Tacora fit l'acquisition des participations dans Northern Land Company Limited, Knoll Lake Minerals Limited et Scully Mine. Ces sociétés sont propriétaires de propriétés minières et de minerai de fer. La mine Scully comprend des réserves de minerai de fer.
En avril 2018, Tacora estima être en mesure de redémarrer la production de minerai de fer à la mine Scully au cours du quatrième trimestre de 2018. Tacora signa un accord de négociation collective avec le syndicat United Steelworkers afin de faciliter le redémarrage de la mine Scully. Le redémarrage de la mine Scully par Tacora fut ensuite retardée jusqu'à la mi-2019. En mai 2018, la société a publié une étude de faisabilité mise à jour dans laquelle elle propose de réactiver la mine Scully et l'usine pendant au moins 26 ans à un taux de production annuel prévu de 6,11 millions de tonnes de concentré à pleine exploitation, pour un produit final contenant 65,9 % de fer avec seulement 1,4 % de manganèse et 2,6 % de silice. Les dépenses d'investissement pour le démarrage de la mine sont estimées à 210,1 millions $ avec un emploi en 2019 atteignant 183 années-personnes en exploitation et 35 années-personnes en construction.
Le premier ministre de Terre-Neuve-et-Labrador, Dwight Ball, s'est rendu à Wabush fin novembre 2018 pour annoncer la relance de la mine Scully, ce qui devrait créer 260 nouveaux emplois.
La mine Scully a un avenir prévu pour plusieurs décennies, avec une production annuelle prévue de 6 à 6,5 millions de tonnes de minerai de fer, dont la teneur en fer sera de 65,9 %. Le premier produit de concentré arriverait dans le wagon en juin 2019 et la mine fonctionnerait à plein régime en 2020. Tacora indique que la mine fonctionnera pendant au moins 25 ans et que tous ses produits seront vendus au fournisseur de métal Cargill pendant les 15 premières années. Tacora a obtenu un investissement privé de 212 millions $ US, ainsi que 64 millions $ US de financement par emprunt d'équipement minier afin de redémarrer la mine.
Alderon Iron Ore Corp. évalua que l'ouverture d'une nouvelle mine sur le site de Kami situé entre Fermont et Labrador City nécessiterait un investissement de près d'1 milliard $ et créerait environ 350 emplois permanents à Sept-Îles pour le transbordement et dans le Nord.
Alderon avait annoncé espérer démarrer la construction en 2020 mais n'a pas été en mesure d'obtenir un financement, invoquant l'incertitude de la pandémie de Covid-19.
En avril 2020, Alderon Iron Ore Corp. implosa après avoir échoué à rembourser un prêt de 14 million $ contracté à l'été 2018 auprès de Sprott Resource Lending, amenant le créancier à saisir le projet Kami du Labrador et tous les actifs connexes.
Altius Minerals Corporation, basée à Terre-Neuve, a participé au projet Kami à peu près depuis son lancement. La société a réalisé le programme de forage initial qui a identifié le site de Kami en 2008, puis l'a vendu à Alderon, détenant une participation de 37,3 % dans la société au moment de sa disparition.
Sprott Resource Lending a pris le contrôle du projet, également détenu à 25 % par le groupe chinois HBIS.
Le groupe chinois Tunghsu avait conclu une lettre d’intention avec Alderon pour acquérir une participation de 26 % à 38 % dans le projet Kami, permettant de rembourser le prêt de Sprott. Cependant, Tunghsu a retiré son investissement proposé dans le projet plus tard en mars 2020, invoquant l'incertitude créée par la pandémie de Covid-19.
Le 17 juin 2020, la Cour suprême de Terre-Neuve-et-Labrador a nommé Deloitte Inc., à titre de séquestre pour la restructuration d'Alderon, avec le pouvoir de vendre leurs actifs et des biens.
Le 16 novembre 2020, Deloitte Restructuring Inc. informa Altius Minerals Corporation que Champion Iron Limited a été le soumissionnaire retenu par la Cour suprême de Terre-Neuve-et-Labrador à la suite d'un appel d'offres.
Selon les termes de l'acquisition, Champion Iron Limited paiera 15 millions $ pour les actifs et couvrira près de 20 millions $ de la dette garantie d'Alderon.
Dans le cadre de cet achat, Champion obtiendra une capacité portuaire supplémentaire de 8 millions de tonnes par an à Sept-Isles, au Québec, où ils expédient actuellement le concentré de minerai de fer de Bloom Lake.
Champion Iron Limited exploite le projet voisin du lac Bloom juste de l'autre côté de la frontière au Québec, acquis en 2016 auprès de Cliffs Natural Resources au coût de 10,5 millions $. Ce projet comprend la mine du lac Bloom et le chemin de fer du lac Bloom relié au chemin de fer de la Côte-Nord et du Labrador (anglais : Quebec North Shore and Labrador ou QNS&L), où il s'embranche au sud du lac Wabush.
Altius reçoit 600 000 actions de Champion dans le cadre de la transaction actuelle et s'attend à recevoir une partie de l'argent que Champion a payé pour le projet une fois que les détails seront réglés.
Altius conserve une redevance de 3% sur les ventes brutes qui comprend un intérêt foncier et suit le projet Kami entre les mains de tout acheteur du séquestre.
Le site minier comporte un gisement potentiel de fer de haute pureté pouvant opérer pendant 23 ans en produisant huit millions de tonnes par année et devant transiter par le quai multi-usager de Pointe-Noire à Sept-Îles.
Champion Iron Limited indiqua en novembre 2020 réaliser d'abord une évaluation du potentiel de sa future acquisition avant d'élaborer un échéancier vers son exploitation.
La clôture de l'acquisition est assujettie au consentement du ministère de l'Industrie, de l'Énergie et de la Technologie de Terre-Neuve-et-Labrador, ainsi qu'aux autres conditions de clôture habituelles. L'acquisition devrait être finalisée au quatrième trimestre de 2020.